# Districte de Ghazipur
El districte de Ghazipur és una divisió administrativa de l'estat d'Uttar Pradesh, a l'Índia. La capital és Ghazipur. La superfície és de 3.384 km² i la població de 3.049.337 habitants (2001). Administrativament està format per 5 tehsils, 16 blocks de desenvolupament, 193 nyay panchyat, 1050 pobles, 3 corporacions municipals, 5 nagar panchayat, i 23 estacions de policia.
Els tahsils i els seus corresponents blocks són:
- 1. Ghazipur 
  - 1. Ghazipur
  - 2. Karanda
  - 3. Virno
  - 4. Mardah
- 2. Saidpur
  - 5. Saidpur
  - 6. Deokali
  - 7. Manihari (parcial)
- 3. Muhammadabad
  - 8. Muhammdabad
  - 9. Bhwarkol
  - 10. Kasimabad
  - 11. Barachawar
- 4. Zamania 
  - 12. Zamania
  - 13. Bhadaura
  - 14. Reotipur
- 5. Jakhnia 
  - 15. Sadat
  - 16. Jakhnia
  - 7. Manihari (parcial)

El districte disposa de 1490 km de canals. Els rius principals són:
- Ganges
- Gomti
- Karmnasa
- Tons Oriental
- Magai o Mangai
- Beson
- Gangi (afluent del Ganges al que desaigua a Mainpur, nascut prop de Juanpur)

Les principals ciutats i llocs turístics són Ghazipur, Saidpur, Aurihar, Zamania, Muhammdabad i Dildarnagar.

## Història
Al temps de Sidartha Gautama (550 aC) el país entre Sayyidpur i Baxar era seu d'un poble ari amb capital a una ciutat propera a Sayyidpur de la que queden les ruïnes. Va formar part de l'imperi budista d'Asoka (vers 250 aC) que hi va erigir un dels seus pilars i almenys dues stupes. Entre el segle IV i el segle vii va pertànyer a la dinastia dels guptes de Magadha; al districte hi ha restes antigues entre les quals una inscripció gupta i s'han trobat nombroses columnes i monedes de l'època. Hwen Thsang, el peregrí xinès del segle vii, va estar a la regió vers el 630 i fa constar que hi vivien hindús i budistes; va visitar un monestir construït per Asoka i altres edificis que han estat identificats amb alta probabilitat. Extirpat el budisme els aborígens van recuperar la regió dels seus senyors aris que sembla que s'estaven enfrontant entre ells. Així la regió hauria caigut en poder dels bhars.
Els rajputs i bramans expulsats pels musulmans de les seves àrees al nord i oest es van dirigir cap aquesta regió i van formar la segona capa ària i els terratinents regionals als següents segles. Els musulmans van arribar el 1193 i el 1194 Qutb-ad-Din Àybak, general de Muizz al-Dun Muhammad virrei gúrida, va ocupar Behar al Ganges mitjà, derrotant el cap hindú Jai Chand, el raja rajput rathor de Benarés i Kanauj, prop d'Etawah; en uns quants mesos tot el territori fins a Bengala estava en mans dels musulmans.
La tradició esmenta com a fundador de Ghazipur a l'heroi mític Raja Gidh, que l'hauria anomenat Gadhipur, però el nom està demostrat que és d'origen musulmà, i la ciutat no fou fundada fins al segle xiv per obra d'un sayyid de nom Masaud que va matar el raja hindú Mandhata (ancestre de Prithwi Raj Chauhan) en batalla. El sultà Muhammad Shah II Tughluk (1325-1351) li va concedir (vers 1330) l'administració de la regió amb títol de ghazi (Campió de la fe) que va donar a la nova ciutat que va fundar.
Del 1394 al 1476 Ghazipur fou incorporada als dominis de la dinastia Sharki de Jaunpur que mantenia la seva independència contra els seus rivals Lodi de Delhi. Després de la seva caiguda fou reunida als dominis dels sultans de Delhi fins que fou conquerida per Baber el 1526 junt amb altres territoris. El 1539 la part sud de la regió fou teatre de la decisiva batalla entre Sher Shah Suri i Humayun a Baxar en que el segon fou finalment derrotat i expulsat del país. Durant 20 anys va pertànyer a Sher Shah i encara després de la restauració d'Humayun el 1556 va restar en mans dels afganesos fins al tercer any del regnat d'Akbar el Gran quan Ali Kuli Khan Zaman, governador mogol de Jaunpur, va recuperar la ciutat i regió. Després de la revolta i mort de Zaman Khan el 1566 els districte for integrat a la suba d'Allahabad. La ciutat va tenir una història tranquil·la sota els mogols fins al començament del segle xviii quan va quedar en mans dels nawabs d'Oudh. A la mort d'Aurangzeb (1706) va quedar en mans de Jamindar Mansa Ram de Benarés fins al 1722.
El 1722 Saadat Khan va esdevenir virtualment independent com a nawab d'Oudh i el 1748 va nomenar Shaikh Abdulla, natiu del districte, que havia abandonat el servei del governador de Patna, com a governador de Ghazipur. Abdulla va construir diversos edificis el principal dels quals (avui en ruïnes) és el palau dels quaranta pilars (altres són els jardins Nawab Bagh i un mausoleu); el va succeir el seu fill Fazl Ali que va governar Ghazipur i la seva regió fins que fou enderrocat per Raja Balwant Singh de Benarés (fill de Mansa Ram); aquest va morir el 1770 però el nawab va permetre al seu fill il·legítim Chait Singh, heretar el títol i dominis. El 1775 la sobirania de Benarés fou transferida pel nawab Asaf al-Dawla als britànics. Chait Singh va restar al seu feu fins al 1781 quan fou deposat per Warren Hastings. En endavant Ghazipur es va constituir en districte britànic i va gaudir de pau fins al 1857. El 1805 hi va morir Lord Cornwallis quan estava de visita a la ciutat.
El 3 de juny de 1857 es va conèixer el motí a Azamgarh i van començar els disturbis. El 65 regiment d'infanteria nativa va restar lleial i l'orde fou restablert el 16 de juny. El 27 de juliol es va conèixer el motí a Dinapur i llavors el regiment natiu es va revoltar, però després de la derrota dels amotinats a Arrah, foren desarmats i algunes tropes europees es van estacionar a Ghazipur. L'abril de 1858 quan fou assetjada Azamgarh, els rebels fugitius van creuar el Gogra i el Ganges cap a Arrah; el juny el districte estava afectat per la presència de grups de rebels; el juliol de 1858 una força fou enviada a Ballia i va conduir als rebels fora del Doab mentre una columna aclaria les parganes al nord del Ganges; les parganes al sud van restar agitades fins a l'octubre quan tropes de reforç van establir la total tranquil·litat.
El 1881 el districte mesurava 3815 km² i 3547 km² el 1901. La població era:
- 1853: 1.596.324
- 1865: 1.342.455
- 1872: 1.345.570 (després de perdre 142 km²)
- 1881: 1.014.099 (agafant l'àrea com el 1872, però havia patit més reducció i la real era de 963.189
- 1891: 1.024.753
- 1901: 913.818

El districte tenia 7 ciutats i 2489 pobles. Administrativament estava format per quatre tehsils: Ghazipur, Muhammadabad, Zamania i Saidpur.
El tehsil de Ghazipur estava format per les parganes de Ghazipur, Pachotar i Shadlabad amb una superfície de 1013 km² i població de 319.385 habitants el 1891 i de 266.871 el 1901 amb 824 pobles i una ciutat, Ghazipur, capital del districte i del tehsil.